# بیت بلیت
Bitblt (یا Bit blit یا Blitting) یک عملگر گرافیکی رایانه‌است که که چندین الگوی را btmap با هم بر روی یک «raster operator» ادغام شده‌است .(=سیستمی که دستورات نرم‌افزار را به تصویر یا صفحه کامل ترجمه می‌کند که بعد توسط چاپگر، چاپ می‌شود؛ یا :گرافیکی که تصاویر آن روی خطوطی در صفحه نمایش با صفحه ساخته می‌شوند)

## خاستگاه
اسم BitBLT از حروف اول دستورالعملی که برای کامپیوترهای زیراکس آلتو نوشته شده بود؛ اقتباس شده‌است: «Bit Block Transfer».
این عملگر توسط Diana Merry کارمند شرکت زیراکس پارک برای Smalltalk-۷۲؛ سیستم‌عامل شرکت زیراکس نوشت شد. Dan Ingalls برای سیستم Smalltalk ۷۴ یک نسخهٔ دوباره طراحی شده در ریزبرنامه‌سازی انجام داد. گسترش سریع روش‌های متفاوت برای عملگرهای bit blit یک کلید بود که برای پیشرفت در نمایش گرافیک کاراکتری در رایانه‌ها؛ و برای استفاده از bitmap garaphic در همه چیز. ماشین‌هایی که روی گرافیک سنگین دو بعدی تکیه کرده بودند (مانند کنسول‌های بازی) همراه با یک چیپ مخصوص به نام biltter وارد بازار شدند.

## تکنیکها و استفاده‌ها
یک استغادهٔ کلاسیک به طور طبیعی به نطر رسیدن اشیاء شفاف کوچک در روی پس زمینه است. این معمولاً امکان‌پذیر نیست تا در میان هر پیکسلی عبور کند و بفهمد که آن نیاز دارد تا نمایش داده شود؛ این کار احتیاج به صرف سرعت دارد.